# Setophaga pensylvanica
El reinita de Pensilvania (Setophaga pensylvanica), también denominada reinita flanquicastaña o de costillas castañas, bijirita de costados castaños, chipe flanquicastaño, chipe pardo blanco, cigüita de costados castaños, es una especie de ave paseriforme perteneciente a la familia Parulidae. Es una especie migratoria que se reproduce en Canadá y Estados Unidos y pasa el invierno en América Central y Colombia.

## Características
Los machos adultos en primavera y verano son inconfundibles: la cara es blanca con rayas oculares negras que se extienden hacia el cuello y la nuca en un patrón característico. La espalda, alas y cola son amarillento verdosas, y listadas, y en el ala hay dos barras blancas muy evidentes. Otra señal inconfundible son los costados del pecho color castaño. Garganta, pecho y vientre son blancos.
El plumaje reproductivo de la hembra es similar al del macho, pero ligeramente más deslavado. Tiene menos castaño en los costados y el patrón facial no se dibuja completamente.
En época de migración e hibernación, se pierden las características distintivas en los adultos, aunque conservan algo de castaño en los costados y negro en la cara. En esta época, el plumaje es verdoso sin listas en las partes superiores y gris y blanco por abajo; la cola y las alas son más oscuras, con dos barras amarillas en el ala. La ausencia de rayas en los costados sirve para distinguirlo del chipe gorrinegro (Dendroica striata) en la época de hibernación.
El plumaje de los inmaduros es similar al de los adultos en otoño e invierno, con la diferencia que no hay negro en la cara ni castaño en los flancos.

## Distribución
Se reproduce en el sur de Canadá y el este de los Estados Unidos. En otoño migra al sur, para establecerse desde el sureste de México hasta el norte de Colombia. 
En México es un ave de paso por la vertiente del Golfo y la península de Yucatán —aunque hay registros accidentales en otras partes del país— y de invernada en el sur de Veracruz, sur de Tabasco y Chiapas.
Es transitoria en las Antillas y accidental en El Salvador, Venezuela y la isla de Trinidad.

## Hábitat
Vive en áreas húmedas o semihúmedas, en bosques perennifolios, límites de bosques, matorrales y campos de cultivo. Puede llegar hasta los 1500 m snm. Se alimenta básicamente de insectos, pero también consume bayas.